# Mietvilla Borsbergstraße 7

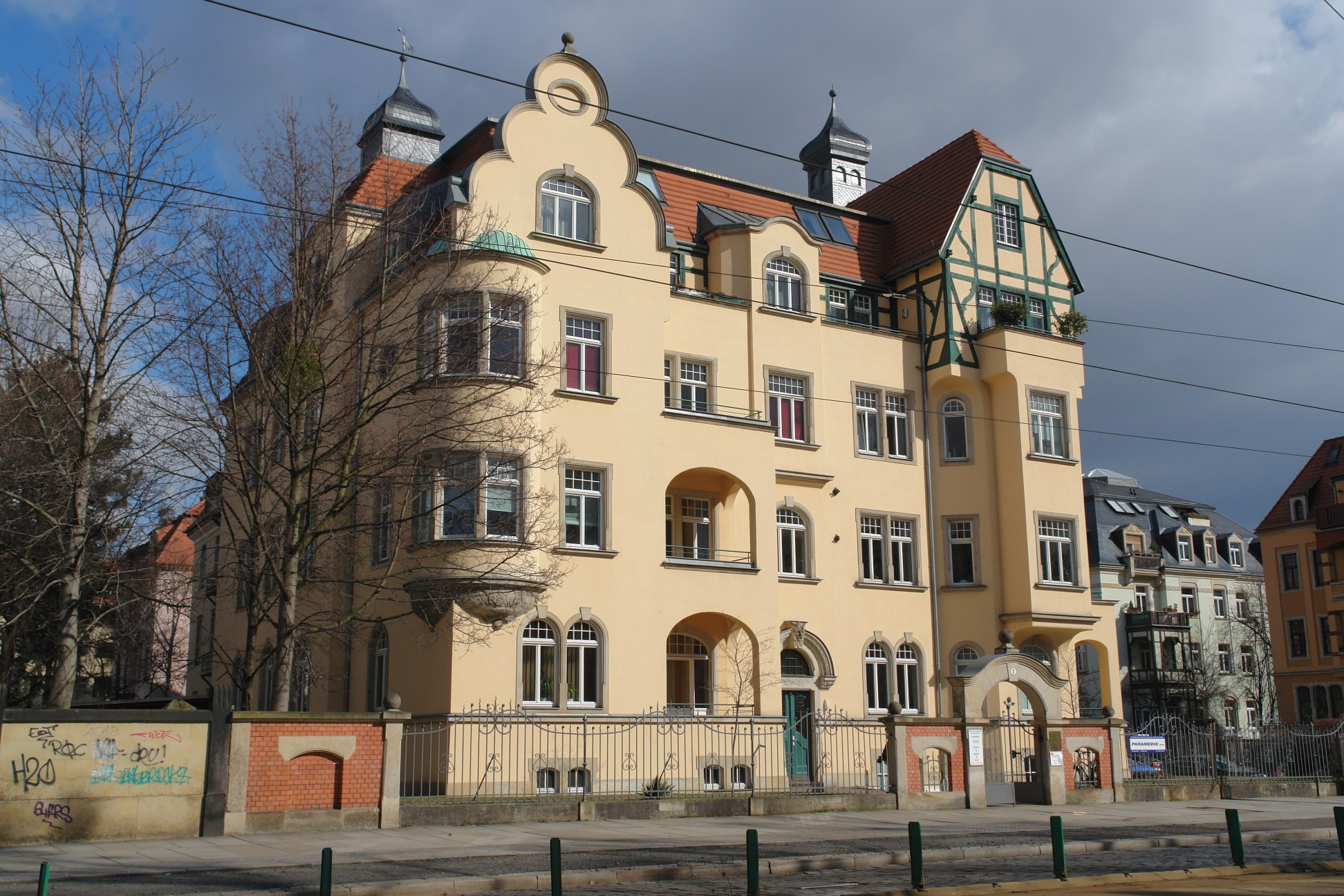
Borsbergstraße 7

Die Mietvilla Borsbergstraße 7 im Dresdner Stadtteil Striesen wurde im Jahr 1901 als dreigeschossiges Eckhaus mit ausgebautem Dachgeschoss für den Baumeister Hermann Otto Schurig erbaut. In Ecklage zur Anton-Graff-Straße steht es in jenem Abschnitt der Borsbergstraße, dessen offene villenartige Bebauung den Zweiten Weltkrieg überstanden hat.
Während das äußere Erscheinungsbild noch vom Späthistorismus geprägt ist, ist das Intérieur ganz im Jugendstil gehalten. Über der Hauseingangstür wurde eine halbrunde Laibung mit bemerkenswertem Schlussstein angebracht. Diesen schmückt ein Reliefbild, das ein Gesicht zeigt. Die im Hausflur befindlichen Stuckaturen sowie Deckengemälde, Buntglasfenster, Treppengeländer und Wohnungstüren sind im Jugendstil gestaltet worden. Die Buntglasfenster des Treppenhauses zeigen Ranken und rote Blüten, das Glas der Tür zum Treppenaufgang zeigt ein ornamental gestaltetes Tulpenmuster. Ein Deckengemälde im Hausflur zeigt eine an einer Blume riechende sitzende Frau mit nacktem Oberkörper unter einem Rosenbusch mit Pfau. Davor sitzt ein Mädchen in Rückenansicht.
Die Denkmaleigenschaft wird vom Landesamt für Denkmalpflege Sachsen beschrieben: „Imposanter Eckbau in späthistoristischer und zugleich versachlichter Bauweise um 1900, dabei Formen des Heimatstil (Fachwerk) und Jugendstils einbezogen, Kubatur akzentuiert durch hohe Giebel und Dachreiter, diverse Anbauten wie Erker, Risalite, Balkone und Loggien, erhaltene Originaleinfriedung mit Sandsteinportal.“